# Dansevise
Dansevise ("Canzone da ballo") è la canzone vincitrice dell'Eurovision Song Contest 1963, scritta da Otto Francker e Sejr Volmer-Sørensen e cantata, in danese, dal duo formato da Grethe e Jørgen Ingmann, in rappresentanza della Danimarca.
Il brano è ricordato come uno dei più famosi nella storia del concorso; è più veloce per quanto riguarda il ritmo, rispetto ad altri passati, e Grethe invita il suo "caro amico" a ballare con lei, e a lasciarsi andare con la musica.
La canzone è stata eseguita per ottava nella serata, dopo la Finlandia (con Laila Halme) e prima della Jugoslavia (rappresentata da Vice Vukov); alla chiusura delle votazioni aveva ricevuto 42 punti, trionfando su sedici partecipanti totali.
Nella sequenza iniziale della serata finale dell'Eurovision Song Contest 2014, svoltosi a Copenaghen, il brano è stato usato come sottofondo, a 51 anni dalla sua vittoria nella manifestazione.